# 中村景貞
中村 景貞（なかむら かげさだ）は、江戸時代後期の武士。陸奥国仙台藩重臣。正室は第6代藩主伊達宗村の7女・認姫（済子）。認姫は第7代藩主伊達重村の同母妹、佐野藩主堀田正敦の同母姉にあたる。

## 生涯
宝暦5年12月（1756年1月）、仙台藩重臣・中村義賢の嫡男として生まれる。
明和2年（1765年）、父の死去にともない家督を相続し、安永元年12月21日（1773年1月13日）、藩主伊達重村の同母妹・認姫済子を娶る。

安永4年(1775年)に夫人の済子が27歳で死去。
近習番頭、小姓頭を経て、天明2年（1782年）7月、奉行職（他藩の家老に相当）に就任する。伊達斉村の末期養子として幼少で相続した伊達周宗の政治を補佐する。「仙台叢書第8巻」の解題などによると実は14歳で死去した藩主周宗の死を3年間秘匿し、末期養子の規定抵触することなく、伊達斉宗の藩主就任に貢献したとされる。
文化7年（1810年）、頽廃著しかった士風の刷新を図るため藩校・養賢堂の学頭に大槻平泉を起用して学制の抜本的改革を行わせ、洋学（蘭学・露学）を教授させた。
文化9年（1812年）8月、奉行職を退き、文化11年（1814年）1月、二男・義房に家督を譲って仙台城下の椌木（ごうらぎ、現：仙台市若林区椌木通）に隠居した。文政2年（1819年）、この年に第11代藩主となった伊達斉義の諱を避けて名を景貞に改める（同時に子の義房も景房に改名）。
天保4年（1833年）1月2日死去。享年79。文化5年（1808年）に落合観音堂に奉納された、義景の乗馬姿を描いた絵馬が現存する。

## 系譜
- 父：中村義賢
- 母：中村義全の娘

- 正室：認姫（寛延2年（1749年）6月16日～安永4年（1775年）7月19日。第6代藩主伊達宗村の娘。済子）
- 側室：某氏
  - 中村義氏 - 長男。早世
  - 中村景房（義房） - 二男
  - 留守伊予子 - 水沢伊達宗衡室